# Discocerina
Discocerina Macquart, 1835, è un genere di insetti della famiglia degli Ephydridae (Diptera: Schizophora).

## Descrizione
Gli adulti hanno livrea di colore scuro, più o meno lucente o di aspetto pruinoso.
Il capo ha faccia non carenata, quasi appiattita, gene strette, antenne con arista pettinata. Le setole facciali sono allineate in due serie verticali laterali, parallele alle parafacce. Le superiori sono ricurve verso l'alto. Parafacce provviste di brevi setole, allineate regolarmente. La chetotassi della regione frontale comprende due paia di setole fronto-orbitali, le anteriori reclinate e inserite leggermente più all'interno, le posteriori proclinate, un paio di ocellari, proclinate, due paia di verticali e un paio di pseudopostocellari, ben sviluppate e proclinate.
Il torace è caratterizzato dall'assenza di evidenti setole acrosticali presuturali e dal limitato sviluppo delle prescutellari. Le ali hanno la costa estesa fino alla terminazione della media.

## Sistematica
Come tutti i Discocerinini, Discocerina era un genere incluso nella vecchia sottofamiglia delle Psilopinae, ma successivamente alla revisione della tassonomia degli Ephydridae (Zatwarnicki, 1992), fu inserito nella nuova sottofamiglia delle Gymnomyzinae.
Sotto l'aspetto filogenetico è in relazione con i generi Galaterina, Hydrochasma, Lamproclasiopa, Orasiopa e Polytrichophora, con i quali forma un clade in rapporto con il gruppo del genere Diclasiopa.
A differenza di vari altri generi degli Ephydridae, non c'è una revisione organica del genere Discocerina che risalga agli ultimi decenni del XX secolo o al primo del XXI. La suddivisione tassonomica contemplava in passato alcune decine di specie, ma in seguito è stata drasticamente ridimensionata con riclassificazioni di singole specie o di gruppi di esse. In particolare si cita lo scorporo di due sottogeneri, Lamproclasiopa e Basila, che sono stati elevati al genere Lamproclasiopa, con Basila sinonimo minore, nel 2001. In Discocerina fu istituito come nuovo sottogenere anche Gymnoclasiopa da Hendel (1930) contestualmente alla descrizione di alcune nuove specie neotropicali. Non si sono trovate, in letteratura, sufficienti informazioni sulla storia della collocazione tassonomica di questo gruppo, generalmente trattato, all'occorrenza, come genere distinto o come sottogenere di Ditrichophora.
Alcune nuove specie sono state infine classificate nel corso di lavori che trattavano la generalità dei Discocerinini oppure nell'ambito di cataloghi geografici relativi agli Efidridi. Riunendo nel complesso i risultati di questi lavori, in Discocerina resterebbero circa venti specie. Vi sono diverse incongruenze nella nomenclatura adottata nei cataloghi on line. In particolare va osservato che il BioSystematic Database of World Diptera (BDWD) riporta ancora la nomenclatura che fa riferimento alla vecchia classificazione, ovvero con Lamproclasiopa e Basila trattati come sottogeneri di Discocerina. Peraltro si riscontra la segnalazione di nomi di dubbia validità, che occasionalmente riportano implicitamente Discocerina come sottogenere di altri generi o viceversa. In generale va comunque osservato che di diverse specie, formalmente ancora valide, si hanno pochissime informazioni, sostanzialmente basate sulla descrizione originale e sull'esistenza dell'olotipo e, eventualmente, di altri esemplari, conservati nelle collezioni. Il seguente elenco è una sintesi dei nomi riportati in letteratura, della revisione di Mathis & Zatwarnicki del 2001, delle liste di alcuni cataloghi on line e di alcuni aggiornamenti recenti; in nota sono riportate le incongruenze riscontrate fra fonti diverse:
- Discocerina buccatum (Cresson, 1930). Citata in letteratura anche con l'aggettivo buccata, indipendentemente dal nome del genere, si tratta di una specie di cui va verificata l'effettiva posizione tassonomica. La specie fu in origine classificata da Cresson (1930) con il nome Hecamedoides buccata[4] e successivamente spostata dallo stesso autore (1942) nel genere Hydrochasma con il nome Hydrochasma buccatum. Il BDWD riporta come validi sia Discocerina buccatum[5] sia Hydrochasma buccatum[6] e segnala Hecamedoides buccata come combinazione obsoleta, rimandando a Discocerina buccatum come corretto[7]. I cataloghi on line riportano alternativamente i due nomi, mentre la collocazione tassonomica più recente si deve a Mathis & Zatwarnicki (2008) in occasione di una revisione del genere Hecamedoides[8].
- Discocerina chalybea Hendel, 1930. La specie fu classificata in origine da Hendel (1930) nel sottogenere Gymnoclasiopa, con il nome Discocerina (Gymnoclasiopa) chalybea[3]. Dalla descrizione di Hendel, di questa specie vi sono rare citazioni e non si è potuto risalire all'autore della formale collocazione in Discocerina, come, d'altra parte, non vi sono riferimenti ad uno spostamento di questa specie nel genere Gymnoclasiopa o altri generi dei Discocerinini. Il BDWD riporta la voce Discocerina chalybea citando come nome valido quello originariamente definito da Hendel[9]. Vi sono anche sporadiche menzioni del nome Discocerina chalybea in alcuni cataloghi[10], mentre i cataloghi on line citano il BDWD come fonte.
- Discocerina delmarva Mathis & Zatwarnicki, 2010. Specie di nuova descrizione, introdotta da Mathis & Zatwarnicki (2010) nell'ambito di uno studio sull'entomofauna degli Efidridi della penisola di Delmarva[11]. La specie è menzionata anche nel BDWD.
- Discocerina mauritanica Vitte, 1991. Ci sono pochi riferimenti a questa specie e sulla corretta formulazione del nome[12]) e dell'isola di Hispaniola (Perez-Gelabert, 2008[10]. La specie è stata descritta da Vitte (1991), biologo dell'Università di Fès, nell'ambito di uno studio sull'entomofauna degli Efidridi nel nord del Marocco[13]. Discocerina mauritanica è riportato dal BDWD, che indica come nome valido Discocerina (Ditrichophora) mauritanica[14]. Il formato lascerebbe intendere l'esistenza di un presunto sottogenere Ditrichophora in Discocerina, combinazione che tuttavia non ha riscontri in letteratura.
- Discocerina peculiaris Miyagi, 1877. Come per molte specie giapponesi descritte da Miyagi negli anni settanta, di essa vi sono poche informazioni in letteratura. La specie è segnalata nel BDWD.
- Discocerina atrifacies Malloch, 1934. Specie australasiana definita negli anni trenta da Malloch, ha pochi riferimenti in letteratura. Fra questi si cita Mathis (1989), nella sezione relativa agli Efidridi del Catalog of the Diptera of the Australasian and Oceanian Regions[15]. Il nome è indicato come valido dal BDWD.
- Discocerina communis Malloch, 1934. È la seconda specie australasiana definita da Malloch (1934), riportata sia nel BDWD sia nel Catalog of the Diptera of the Australasian and Oceanian Regions[15].
- Discocerina flavifrons Hendel, 1930. È un'altra specie descritta da Hendel (1930), ma, a differenza di D. chalybea, fu inclusa nel sottogenere tipo e quindi classificata nel genere Discocerina sensu stricto[3].
- Discocerina flavipes Cresson, 1941. Specie descritta in origine da Cresson[16], che ne mise in evidenza la stretta affinità morfologica con D. obscurella. In letteratura è menzionata in diverse occasioni (Wirth, 1968[17], Mathis, 1997[12], Perez-Gelabert, 2008[10]). È inoltre riportata nel BDWD e nell'Integrated Taxonomic Information System (ITIS), oltre a varie banche dati on line che si appoggiano a queste.
- Discocerina juniori Mathis, 1997. Di questa specie, descritta da Mathis in un catalogo dell'entomofauna degli Efidridi del Belize, si dispone solo di alcuni esemplari conservati in collezione. Le sole informazioni fanno riferimento alla pubblicazione dell'autore[12]. È riportata nel BDWD.
- Discocerina nepos Cresson, 1918. Altra specie rara e poco citata in letteratura, fu descritta da Cresson (1918) in uno studio degli Efidridi raccolti in Costa Rica all'inizio del XX secolo[18].
- Discocerina obscura Williston, 1896. La specie fu descritta, insieme ad altre nuove Discocerina, da Williston (1896), a pagina 397, nell'ambito di un ampio lavoro di classificazione di ditteri raccolti nell'isola di Saint Vincent, nelle Piccole Antille[19]. D. obscura è risultata essere di ampia diffusione nel continente americano ed è citata in diverse occorrenze sia in letteratura[10][20] sia nei cataloghi on line, fra cui il BDWD e l'ITIS.
- Discocerina obscurella (Fallén, 1813). In origine classificata con il nome Notiphila obscurella, è la specie tipo del genere Discocerina e storicamente la più importante. È distribuita in un ampio areale, che abbraccia le regioni neartica, neotropicale e paleartica e in essa si identificano vari nomi, riconosciuti come sinonimi minori o come combinazioni obsolete: D. parva var. nigriventris Cresson, 1916, D. nitidiventris Hendel, 1930, D. parva Loew, 1862, Notiphila nigrina Meigen, 1830, Notiphila pusilla Meigen, 1830, Notiphila tristis Meigen, 1830.
- Discocerina sana Cresson, 1931. Specie a distribuzione neotropicale (Ecuador, Perù, Cile), fu descritta da Cresson nel 1931, ma di essa si hanno scarsi riscontri in letteratura. Il BDWD ne riporta il nome come valido[21] e ad esso fanno riferimento altre banche dati on line.
- Discocerina trilineata Cresson, 1918. Anche questa è una rara specie descritta da Cresson (1918) e appartenente al gruppo di efidridi raccolti in Costa Rica agli inizi del XX secolo. Come per altre specie di questo genere, scarsi sono i riferimenti bibliografici. Il nome è registrato come valido nel BDWD[22].
- Discocerina trochanterata Cresson, 1940. Specie neartica descritta da Cresson, è ampiamente citata in letteratura e il nome è ritenuto valido sia dal BDWD[23] sia dall'ITIS[24].

Il BDWD, inoltre, riporta come validi i seguenti nomi che non trovano riscontro in letteratura:
- Discocerina avanae Mathis & Zatwarnicki, 2010[25]. Il nome fa riferimento alla pubblicazione del 2010 di Mathis & Zatwarnicki[11]. Si tratta di un evidente errore in quanto gli Autori citati definiscono come nuova specie Hydrochasma avanae, nome che invece non è riportato nel BDWD.
- Discocerina biseta Meijere, 1916. Fu descritta, insieme ad altre, da Meijere (1916) nell'ambito di uno studio sui ditteri asiatici dell'isola di Giava[26]. Il nome Discocerina (Discocerina) biseta, riportato come valido nel BDWD, attribuirebbe l'appartenenza al gruppo Discocerina sensu stricto e fa riferimento ad una specie distribuita su un areale più ampio, che si estende dal Pakistan alla Nuova Guinea[27]. Mathis (1989) segnala questa specie nel catalogo della regione australasiana ma come appartenente al genere Lamproclasiopa, con il nome Lamproclasiopa biseta[15]. Va osservato che altre Discocerina definite da Meijere (1916) sono classificate nel BDWD come appartenenti al sottogenere Lamprocliasiopa, in realtà genere distinto da Discocerina.

## Distribuzione
Una delimitazione effettiva dell'areale in cui è rappresentato il genere Discocerina è subordinata ad una revisione completa del genere che faccia luce sulla validità di alcuni nomi. In generale si può affermare che il genere è rappresentato nella regione oloartica e in quella neotropicale, come del resto riportano i cataloghi relativi a queste regioni. Scarsi sono i riferimenti all'ecozona australasiana e si limitano alle due specie classificate da Malloch (1934) e citate da Mathis (1989). Non si hanno invece riferimenti relativi alla regione afrotropicale, mentre la presenza nell'ecozona orientale sarebbe dubbia.
In Europa è segnalata la sola specie D. obscurella, con un areale che si estende in gran parte del subcontinente, dalla Scandinavia alle regioni mediterranee, dai Balcani alle isole Britanniche. La specie è presente anche in Italia in tutto il territorio nazionale, comprese le grandi isole.